# De Kronieken van Narnia

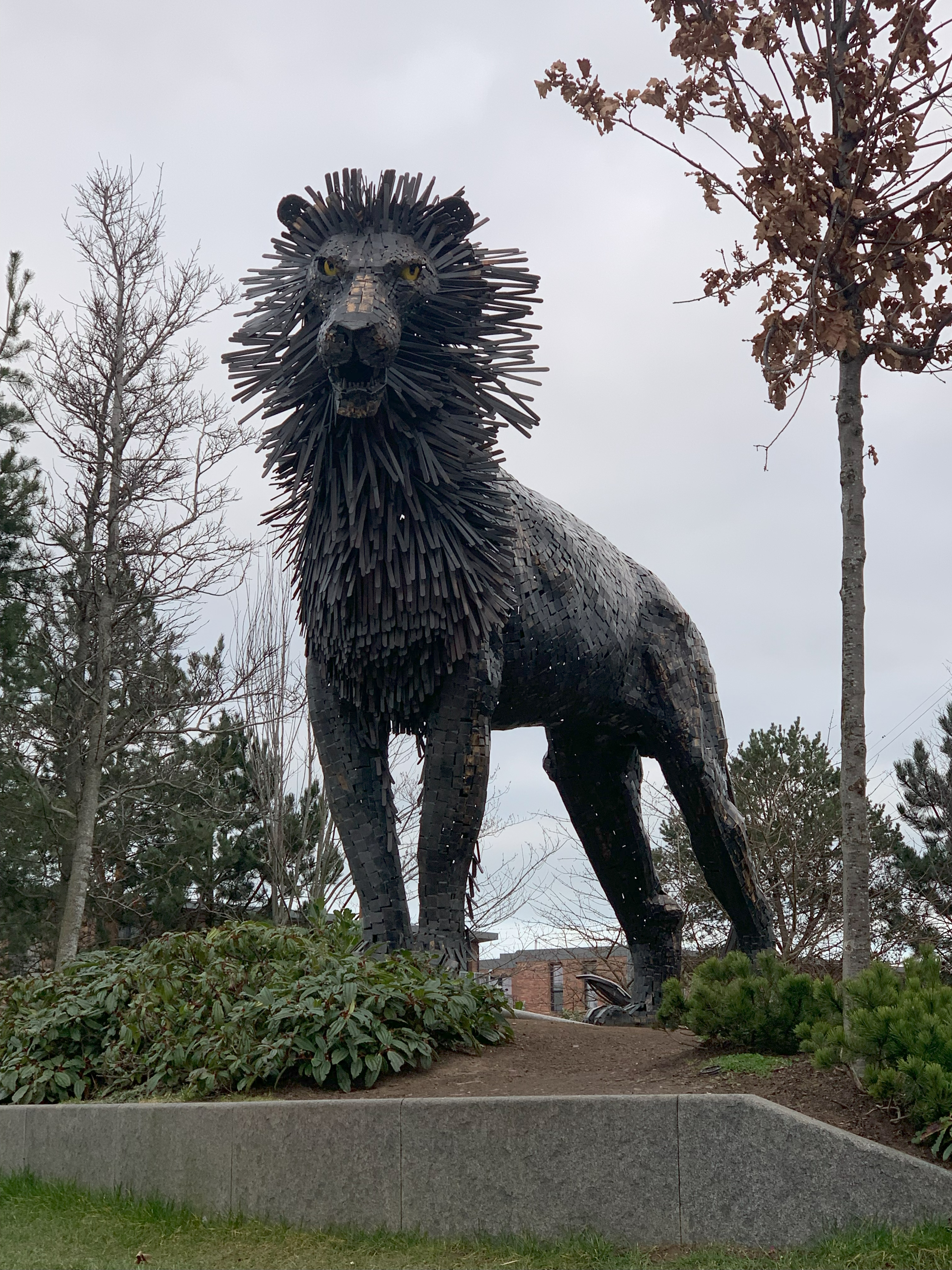
Aslan de leeuw (door Maurice Harran (2016), CS Lewis Square, Belfast).

De Kronieken van Narnia (oorspronkelijke titel: The Chronicles of Narnia) is een zevendelige kinderboekenserie van de Britse schrijver C.S. Lewis. De serie wordt beschouwd als een klassieker in de kinderliteratuur en is het bekendste werk van de schrijver, met meer dan honderd miljoen verkochte exemplaren in 47 talen. Lewis schreef de boeken in de periode 1949-1954, waarna ze door Pauline Baynes werden geïllustreerd en in Londen gepubliceerd tussen oktober 1950 en maart 1956. De Kronieken van Narnia werden verschillende keren aangepast voor radio, televisie, toneel en film. Hoewel de serie vooral Christelijke thema's behandelt, worden er ook veel aspecten teruggevonden uit de Griekse, Turkse en Romeinse mythologie. Ook Britse en Ierse sprookjesverhalen komen aan bod.
De Kronieken van Narnia vertellen het verhaal van kinderen die een centrale rol spelen in de geschiedenis van het fictieve land Narnia, een plaats waar dieren kunnen praten en magie een alledaags fenomeen is. Elk boek (met uitzondering van Het paard en de jongen) heeft in de hoofdrol een protagonist die afkomstig is uit de echte wereld en getransporteerd wordt naar Narnia om aan de roep van de leeuw Aslan gehoor te geven.

## Allegorie
Net als J.R.R. Tolkien verweefde Lewis verschillende christelijke thema's in de boekenserie. Naar verluidt ging Lewis met de Narnia-verhalen daar zelfs zodanig ver in, dat Tolkien het niet meer eerbiedig vond. Met name in Het betoverde land achter de kleerkast is er een duidelijke analogie aan te wijzen tussen Jezus Christus en de leeuw Aslan. 
Het is duidelijk dat de verhalen van Narnia zijn bedoeld als een christelijke allegorie. Aslan staat voor Jezus, die zich liet doden om de mensheid te redden, maar daarna weer uit de dood opstond en uiteindelijk een laatste oordeel velt over de wereld, zoals Aslan over de inwoners van Narnia oordeelt en de gelukkigen overbrengt naar "het nieuwe Narnia". Aan het einde van De reis van het drakenschip (The Voyage of the Dawn Treader) zegt Aslan tegen de kinderen dat ze hem ook in hun eigen wereld kunnen tegenkomen, maar onder een andere naam.

### Volgorde van de boeken
De Kronieken van Narnia bestaan uit zeven delen. Ze vormen een duidelijke volgorde, maar ze zijn niet in die volgorde geschreven en uitgegeven. Het neefje van de tovenaar (het eerste deel) en Het paard en de jongen (het derde deel) verschenen pas later. Hieronder staan de boeken vermeld in de verhaalvolgorde. Daarachter staat het jaar waarin de boeken voltooid en gepubliceerd zijn.
De liefhebbers zijn het er niet over eens in welke volgorde de boeken gelezen moeten worden. In zijn boek Brieven aan kinderen licht Lewis toe, als reactie op een brief, dat de door de briefschrijver voorgestelde chronologische leesvolgorde best weleens de juiste zou kunnen zijn. Aan deze voorgestelde volgorde is later door uitgeverijen voorgoed vastgehouden. 
| Nederlandse titel | Engelse titel                        | Voltooid / Uitgegeven        | Allegorie                                                               |
| --- | ------------------------------------ | ---------------------------- | ----------------------------------------------------------------------- |
| 1. Het neefje van de tovenaar | The Magician's Nephew                | 1954 / 1955 (oorspr. deel 6) | De schepping en de komst van het kwaad in Narnia                        |
| 2. Het betoverde land achter de kleerkast Verreweg het belangrijkste deel. Eerder vertaald als De betoverde kleerkast, in 2005 opnieuw uitgegeven als De leeuw en het land in de kleerkast (met behoud van de amfibrachys in de titel) | The Lion, the Witch and the Wardrobe | 1949 / 1950 (oorspr. deel 1) | Kruisiging, vergeving van zonden en opstanding                          |
| 3. Het paard en de jongen Speelt zich af vóór het laatste hoofdstuk van Het betoverde land achter de kleerkast. In De zilveren stoel wordt naar dit deel verwezen hoewel het toen nog niet gepubliceerd was.                           | The Horse and his Boy                | 1950 / 1954 (oorspr. deel 5) | Roeping en bekering van een heiden                                      |
| 4. Prins Caspian | Prince Caspian                       | 1949 / 1951 (oorspr. deel 2) | Herstel van de ware godsdienst                                          |
| 5. De reis van het drakenschip Direct vervolg op Prins Caspian. | The Voyage of the Dawn Treader       | 1950 / 1952 (oorspr. deel 3) | Geestelijk leven, verleidingen                                          |
| 6. De zilveren stoel | The Silver Chair                     | 1951 / 1953 (oorspr. deel 4) | Strijd met de krachten der duisternis                                   |
| 7. Het laatste gevecht | The Last Battle                      | 1953 / 1956 (oorspr. deel 7) | Komst van de antichrist, het einde van de wereld en het laatste oordeel |

### Personages
In de boeken zijn er veel verschillende personages, omdat na verloop van tijd personages te oud worden om naar Narnia terug te mogen keren. Daarom komen er steeds andere personages naar Narnia. Soms hebben dezelfde personages een andere naam, zo wordt Digory in het tweede deel alleen Professor genoemd. Een overzicht (in chronologische volgorde):
| \| Boek \| Neefje \| Leeuw \| Paard \| Caspian \| Drakenschip \| Stoel \| Gevecht \| \| Personage \| \| \| \| \| \| \| \| \| Aslan de Leeuw \| \| \| \| \| \| \| \| \| Jadis de Witte Heks \| Jadis \| Witte heks \| \| \| \| Koningin van onderland \| \| \| Digory Kirke \| Digory \| Professor \| \| \| \| \| "oom" Digory \| \| Polly Plummer \| \| \| \| \| \| \| "tante" Polly \| \| Shasta \| \| \| \| \| \| \| \| \| Aravis \| \| \| \| \| \| \| \| \| Peter Pevensie \| \| \| \| \| \| \| \| \| Susan Pevensie \| \| \| \| \| \| \| \| \| Edmund Pevensie \| \| \| \| \| \| \| \| \| Lucy Pevensie \| \| \| \| \| \| \| \| \| Caspian X \| \| \| \| \| \| \| \| \| Eustaas Schreutel \| \| \| \| \| \| \| \| \| Jill Pool \| \| \| \| \| \| \| \| \| Belangrijke bijpersonages \| \| \| \| \| \| \| \| \| Andreas Ketterley \| \| \| \| \| \| \| \| \| Mabel Kirke \| \| \| \| \| \| \| \| \| Koning Frank \| \| \| \| \| \| \| \| \| Koningin Helena \| \| \| \| \| \| \| \| \| Meneer Tumnus \| \| \| \| \| \| \| \| \| Rabadash \| \| \| \| \| \| \| \| \| Rippertjiep \| \| \| \| \| \| \| \| \| Rilian \| \| \| \| \| \| \| \| | Hoofdpersonage (komt van deze wereld naar de wereld van Narnia) Hoofdpersonage (is bewoner van Narnia) Bijpersonage, is in een ander deel hoofdpersonage Bijpersonage, is nooit hoofdpersonage Speelt geen rol in dit deel |            |       |         |             |                        |               |
| Boek | Neefje | Leeuw      | Paard | Caspian | Drakenschip | Stoel                  | Gevecht       |
| Personage | |            |       |         |             |                        |               |
| Aslan de Leeuw | |            |       |         |             |                        |               |
| Jadis de Witte Heks | Jadis | Witte heks |       |         |             | Koningin van onderland |               |
| Digory Kirke | Digory | Professor  |       |         |             |                        | "oom" Digory  |
| Polly Plummer | |            |       |         |             |                        | "tante" Polly |
| Shasta | |            |       |         |             |                        |               |
| Aravis | |            |       |         |             |                        |               |
| Peter Pevensie | |            |       |         |             |                        |               |
| Susan Pevensie | |            |       |         |             |                        |               |
| Edmund Pevensie | |            |       |         |             |                        |               |
| Lucy Pevensie | |            |       |         |             |                        |               |
| Caspian X | |            |       |         |             |                        |               |
| Eustaas Schreutel | |            |       |         |             |                        |               |
| Jill Pool | |            |       |         |             |                        |               |
| Belangrijke bijpersonages | |            |       |         |             |                        |               |
| Andreas Ketterley | |            |       |         |             |                        |               |
| Mabel Kirke | |            |       |         |             |                        |               |
| Koning Frank | |            |       |         |             |                        |               |
| Koningin Helena | |            |       |         |             |                        |               |
| Meneer Tumnus | |            |       |         |             |                        |               |
| Rabadash | |            |       |         |             |                        |               |
| Rippertjiep | |            |       |         |             |                        |               |
| Rilian | |            |       |         |             |                        |               |

## Geografie
De Kronieken van Narnia spelen zich af binnen een multiversum dat naast onze wereld een onbekend aantal andere werelden omvat, waaronder die van Narnia, die van Charn en het Woud tussen de Werelden. De wereld van Narnia is plat met sterren en planeten die daar overheen draaien. 
Van west naar oost liggen in deze wereld Telmar, de Wilde Wouden in het Westen, Lantarenwoud, het koninkrijk Narnia zelf, de Grote Oostelijke Oceaan en het Land van Aslan. Van noord naar zuid liggen Harfang, het Ellertsveen, het koninkrijk Narnia, het koninkrijk Archenland, en ten zuiden van de woestijn het koninkrijk Calormen. Onder Narnia ligt Onderland, met het Rijk der Diepte en daaronder weer Bisme.

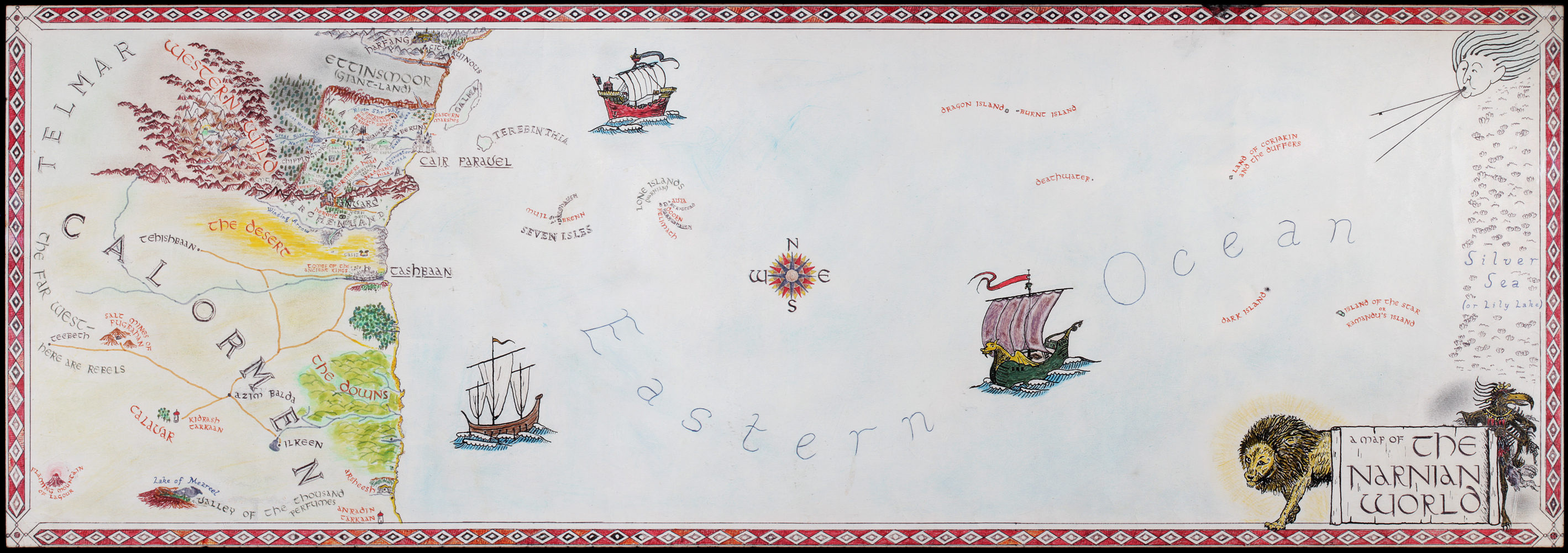
Wereldkaart van Narnia

## Verfilmingen
In 1979 werd door Bill Meléndez van de boeken een tekenfilm voor televisie gemaakt. De productie van de televisieserie door de BBC uit 1988 had meer succes. Deze werd geregisseerd door Marilyn Fox, die meermalen werd bekroond. Beide films zijn buiten Groot-Brittannië nauwelijks vertoond.
In 2005 werd door Disney het boek Het betoverde land achter de kleerkast verfilmd. De film ging op 21 december 2005 in de bioscoop in première onder de titel De Kronieken Van Narnia: De Leeuw, de Heks en de Kleerkast. De Disneyfilm maakte gebruik van meer moderne computertechnieken. In 2008 ging de tweede Disneyfilm in de reeks in première onder de titel De Kronieken van Narnia: Prins Caspian, naar het boek Prins Caspian.
Op 8 december 2010 ging de film De Kronieken van Narnia: De reis van het drakenschip in première. Hij was een direct vervolg op deel twee. De film werd uitgebracht door 20th Century Fox en stond onder regie van Michael Apted.
De volgende film die gemaakt zou worden door 20th Century Fox en Walden Media was De Kronieken van Narnia: Het neefje van de tovenaar. Ook een film met de titel De zilveren stoel werd overwogen. Daar de rechten op het verfilmen van boeken van C.S. Lewis vervielen, werd de productie voorlopig gestaakt. In 2012 werden er toch weer plannen voorgesteld. In 2013 werd aangekondigd dat Het neefje van de tovenaar binnen enkele jaren in de zalen zou verschijnen. In oktober 2013 werd officieel bevestigd dat Mark Gordon Company een contract had getekend om de productie voort te zetten.